# Dragan Kićanović
Dragan »Kića« Kićanović (srbsko: Драган Кићановић), srbski košarkar, * 17. avgust 1953, Čačak, SFRJ
Dragan je bil s svojimi 192 cm igralec na poziciji branilca in kot tak odličen strelec. Bil je član tako imenovane »druge zlate generacije« Jugoslavije, ki je kraljevala v evropski in svetovni košarki za časa sedemdesetih let 20. stoletja. Za njo je Dragan med letoma 1973 in 1983 zbral kar 216 nastopov in osvojil številne medalje z najmočnejših tekmovanj. Na klubski ravni je bil kar sedem let član beograjskega Partizana, kjer je zbral kar tri državne naslove in dvakrat osvojil Pokal Radivoja koraća. 
Leta 1991 je bil sprejet na listo 50. največjih košarkarjev po izboru zveze FIBA, nato pa še leta 2010 v Mednarodni košarkarski hram slavnih. 

## Klubska kariera

### Začetki
Začel je igrati košarko doma v Čačku in sicer najprej za drugi klub iz mesta, Železničar. Kasneje je prestopil v prvoligaša Borac. 

### Partizan
Dobre predstave v Čačku so ga privedle v znameniti Partizan kamor ga je leta 1972 povabil legendarni trener jugoslovanske košarke Ranko Žeravica. Le tu je igral v tandemu s še enim članom zlate generacije, to je bil Dražen Dalipagić. Skupaj sta predstavljala partizanovo zunanjo strelsko linijo in »Kića«, kot so mu rekli, je napredoval v enega najboljših igralcev svojega časa. Z dobrimi igrami so prišli tudi uspehi, tako je že leta 1976 slavil prvi naslov državnega prvaka. Dve leti kasneje je sledila osvojitev pokala Radivoja koraća, kar so ponovili zopet naslednje leto. Leto 1979 je nasploh vrhunec v Draganovi karieri saj reprezentančnim uspehom v zadnjih letih sledijo uspehi tudi na klubski ravni. Tako tega leta pospravi trojno krono, poleg Koraća še domači pokal ter ponovno naslov v državnem prvenstvu. V tej najuspešnejši sezoni pa so igrali brez Dalipagića, ki je služil vojaško obveznost. Tako je Kićanović prevzel večjo odgovornost v igri in to je počel zelo uspešno. V finalu Koraćevega pokala je italijanskemu Arrigoniju nasul izjemnih 41 točk in zasluženo slavil.  

### V tujino
V tistih časih se v Jugoslaviji ni dalo iti igrati v tujino, šele konec sedemdesetih so sprejeli direktivo po kateri je košarkar lahko zapustil državo, pa še to le potem, ko je dopolnil starost 28 let. Tako je Kićanović, ki je igralsko že zdavnaj dozorel leta 1981 odšel igrati v Italijo, kjer je zaigral za Scavolini Pesaro. Tu je ostal dve leti ter nato zaključil z aktivnim igranjem po zadnji sezoni v Franciji, in sicer pri maloznanem klubu Paris Basket Racing. 

## Reprezentanca

### V mlajši kategoriji
Že zelo zgodaj je žel uspehe pri igranju za reprezentanco. Tako ga najdemo v ekipi kadetov, ki so nastopili leta 1971 na evropskem tekmovanju in osvojili zlato medaljo. To je bila takrat napoved, da prihaja nova jugoslovanska generacija, ki bo zamenjala prejšno, tisto, ki je le leto dni predtem dosegla zgodovinski uspeh z osvojitvijo prvega zlata na svetovni ravni. Čas je pokazal, da je ta nova generacija dosegla še večje uspehe. Tako imenovano »prvo zlato generacijo« je zamenjala nova, »druga«, ki je nakazala obet že med igrami med mlajšimi kategorijami. In sredi te vrste je bil kot standardni član prve petorke Dragan Kićanović. 

### Med člani
Novim članom, med njimi tudi Draganu, je vrata v člansko A reprezentanco odprl še en legendarni trener na Draganovi igralski poti, to je bil Mirko Novosel. Le ta je za EP 1973 vpoklical Dragana in ostale ter z njimi na njihovem debiju osvojil zlato medaljo potem, ko so v finalu premagali domačine prvenstva Špance. Naslednje leto je sledilo še močnejše tekmovanje na katerem so se Dragan in ostali predstavili, to je SP 1974, ki je bilo v Portoriku. Na tem tekmovanju osvojijo srebrno medaljo, Dragan pa ga zaključi kot najboljši strelec v ekipi ter skupno osmi strelec prvenstva z 18.8 točke na tekmo. Res lep uspeh za komaj enaindvajsetletnega mladeniča, ki je nastopil na svojem prvem svetovnem tekmovanju. 
Naslednje leto je sledilo drugo EP, to je bilo EP 1975, ki se je igralo doma v Beogradu. Zopet je Kićanović igral odlično in osvojil je ponovno zlato medaljo potem, ko so v finalu premagali takratnega velikega tekmeca Sovjetsko zvezo. V tem finalu je bil Dragan najboljši strelec »plavih« z doseženimi 22 točkami. Nato so prišle na vrsto poletne olimpijske igre, prve za Dragana, in sicer OI 1976. Z njimi pa ponovno kolajna, tokrat spet srebrna, tako kot na svetovnem prvenstvu pred dvema letoma. Sledilo je še eno evropsko prvenstvo v košarki in že tretje zaporedno zmagoslavje na njem - to je EP 1977. Poleg zlate medalje se je kića lahko ponašal še s šestim mestom na listi vseh strelcev saj je dosegel na sedmih tekmah 140 točk, kar je zneslo povprečnih 20 na tekmo.
Nato je prišlo drugo SP na katerem je nastopil Dragan, to je bilo SP 1978, na katerem je bil ponovno med najboljšimi. In ne samo Dragan, tudi ostali so na tem turnirju igrali odlično ter se uvrstili v finale prvenstva na katerem so po podaljških prišli do zmage in z njo do zlate medalje. V samem finalu je bil Dragan s 17 točkami drugi najboljši strelec svoje ekipe ter tako med najzaslužnejšimi za osvojitev dragocene lovorike. Dodatno je bil imenovan v prvo peterko prvenstva ter na koncu končal kot skupno osmi strelec tekmovanja s povprečjem 16.5 točke na tekmo. 
Na naslednjem tekmovanju, to je bilo EP 1979, so Dragan in ostali zopet igrali dobro vendar so v polfinalu klonili proti Izraelu in nato na tekmi za bron slavili proti Češkoslovaški. Skupno gledano je bil na tem turnirju »Kića« ponovno odličen in je bil zopet imenovan v prvo peterko prvenstva, ki ga je zaključil s skupno 154 točkami na osmih odigranih tekmah s povprečjem 19.3 točke na tekmo kar je bilo dovolj za skupno šesto mesto na listi strelcev.
Kar je sledilo naslednje leto pa je šlo v anale kot največji uspeh jugoslovanske košarke nasploh. Draganu in ostalim je uspelo na olimpijadi v Moskvi premagati favorizirane domačine ter nato v finalu še Italijane ter osvojiti zlato olimpijsko medaljo. Na tej finalni tekmi je Kićanović z doseženimi 22 točkami ponovno najboljši strelec svoje ekipe in med najzaslužnejšimi za osvojitev dragocenega zlata. Ta uspeh danes velja za vrhunec Draganove generacije, ki je imela tedaj za seboj že dolgo pot. Vendar je Kićanović še vedno igral na vrhunski ravni, tako da ga na naslednjem velikem tekmovanju, to je bilo EP 1981 ponovno najdemo med izbranci v prvi peterki prvenstva. Vendar so se morali zadovoljiti s srebrno medaljo saj je bil takratni veliki tekmec, Sovjetska zveza v finalu premočan. Na tej tekmi je bil Dragan drugi strelec ekipe s 13 točkami, prvenstvo pa je poleg imenovanja v prvo peterko zaključil na petem mestu med strelci s skupaj 162 točkami na devetih tekmah, kar je zneslo povprečno točno 18 točk na tekmo.
Nato je prišel na vrsto SP 1982, že tretji Draganov zaporedni nastop na svetovnem turnirju. Tedaj so se njegovi generaciji že poznala leta in njihov domet se je močno zmanjšal. Kljub temu jim je uspelo osvojiti bronasto medaljo in ravno Dragan se je izkazal kot vlečni konj ekipe in je bil ponovno imenovan v prvo peterko prvenstva, ki ga je zaključil ne samo kot najboljši v svoji ekipi ampak tudi kot skupno peti strelec z odličnim povprečjem 21.1 točke na tekmo. S tem prvenstvom se je zaključila bera medalj na rovašu Kićanovića in glavnine njegovih dolgoletnih soigralcev, ki so bili tedaj že vsi v poznih športnih letih. To se je poznalo v igri že na svetovnem tekmovanju leta 1982, kar pa je sledilo naslednje leto je bil labodji spev generacije. Tako Dragan in ostali na EP 1983 osvojijo zgolj sedmo mesto in s tem zaključijo reprezentančno kariero. Kariero v kateri je Dragan zbral skupno v enajstih letih kar 216 nastopov in dosegel vsega skupaj 3 330 točk na njih.

## Značilnosti
Bil je zelo znan po svoji nenasitni zmagovalni mentaliteti. Čeprav so bili poleg njega v reprezentančni ekipi še nekateri drugi velike zvezde pa so številni ravno Draganu priznavali vodilno vlogo saj je bil ravno on tisti, ki je v najtežjih ali najodločilnejših trenutkih tekem izstopal in s svojim zgledom potegnil tudi ostale. Bil je mentalno izredno stabilen igralec, tako dober strelec kot tudi podajalec in zato ni čudno, da je veljal za gonilno silo svoje generacije, ki so ji posledično rekli tudi kičanovićeva generacija.